# SVNS 2024-2025 (féminin)
Cet article concerne le tournoi masculin. Pour le tournoi masculin, voir SVNS 2024-2025 (masculin).
Navigation
2023-2024 2025-2026
Le SVNS 2024-2025 est la 12e édition de la série mondiale féminine de rugby à sept, la compétition la plus importante du monde de rugby à sept. Elle se déroule à partir du 30 novembre 2024 au 4 mai 2025. Sept étapes sont prévues, dont la grande finale de Los Angeles. Cette saison, l'Europe n'accueille aucun tournoi du circuit.

## Présentation

### Format
Le SVNS 2024-2025 propose six tournois de saison régulière plus une grande finale. Les huit équipes les mieux classées sur la base des points cumulés de la série à l'issue des sept premiers tournois ont l'opportunité de participer au tournoi faisant office de « grande finale » à Los Angeles, à l'issue duquel le vainqueur est sacré champion de la série 2024-2025.
Les équipes classées de la neuvième à la douzième place s'affrontent dans un tournoi de type promotion/relégation pour déterminer, avec les quatre meilleures équipes du Sevens Challenger 2025.

### Étapes
| Étape          | Stade               | Ville     | Date                             | Vainqueur        |
| -------------- | ------------------- | --------- | -------------------------------- | ---------------- |
| Dubaï          | The Sevens          | Dubai     | 30 novembre et 1er décembre 2024 | Australie        |
| Afrique du Sud | Cape Town Stadium   | Le Cap    | 7 et 8 décembre 2024             | Nouvelle-Zélande |
| Australie      | Rectangular Stadium | Perth     | 24 au 26 janvier 2025            | Australie        |
| Canada         | BC Place            | Vancouver | 21 au 23 février 2025            | Nouvelle-Zélande |
| Hong Kong      | Hong Kong Stadium   | Hong Kong | 28 au 30 mars 2025               | Nouvelle-Zélande |
| Singapour      | National Stadium    | Singapour | 5 au 6 avril 2025                | Nouvelle-Zélande |

| Étape      | Stade                      | Ville       | Date            | Vainqueur        |
| ---------- | -------------------------- | ----------- | --------------- | ---------------- |
| États-Unis | Dignity Health Sports Park | Los Angeles | 3 et 4 mai 2025 | Nouvelle-Zélande |

### Déroulement des étapes
Les points attribués aux équipes lors chaque évènement, ainsi que les totaux globaux de la saison, sont indiqués dans le tableau ci-dessous. Les points des gagnants de chaque étape sont indiqués en gras. Un astérisque (*) indique une égalité. Un tiret (-) est enregistré là où une équipe n'a pas concouru. Le classement entre la 8e et la 9e position désignera les équipes qui participeront à la grande finale de Los Angeles et les autres équipes s'impliqueront dans le Sevens Challenger.

### Classement général
Si deux ou plusieurs équipes sont à égalité, on les départage selon les règles suivantes : la différence de points marqués et encaissés durant la saison et le nombre d'essais durant ladite saison.
| Rang               | Équipe           | Dubaï | Le Cap | Perth | Vancouver | Hong Kong | Singapour | Total |
| ------------------ | ---------------- | ----- | ------ | ----- | --------- | --------- | --------- | ----- |
| Médaille d'or      | Nouvelle-Zélande | 18    | 20     | 18    | 20        | 20        | 20        | 116   |
| Médaille d'argent  | Australie        | 20    | 14     | 20    | 16        | 18        | 18        | 106   |
| Médaille de bronze | France           | 16    | 16     | 16    | 4         | 14        | 14        | 80    |
| 4                  | Canada           | 6     | 12     | 14    | 8         | 16        | 16        | 72    |
| 5                  | Japon            | 8     | 10     | 12    | 14        | 8         | 12        | 64    |
| 6                  | États-Unis       | 12    | 18     | 10    | 6         | 10        | 2         | 58    |
| 7                  | Fidji            | 1     | 3      | 4     | 18        | 12        | 8         | 46    |
| 8                  | Grande-Bretagne  | 14    | 8      | 3     | 10        | 2         | 6         | 43    |
| 9                  | Brésil           | 4     | 2      | 8     | 12        | 6         | 1         | 33    |
| 10                 | Chine            | 3     | 4      | 6     | 3         | 4         | 10        | 30    |
| 11                 | Irlande          | 10    | 6      | 1     | 1         | 1         | 3         | 22    |
| 12                 | Espagne          | 2     | 1      | 2     | 2         | 3         | 4         | 14    |

| Légende                                                                                                  |
| --- |
| Qualifié pour le tournoi final de Los Angeles (huit premières places).                                   |
| Qualifié pour un tournoi de repêchage avec les équipes qualifiées du Sevens Challenger pour le maintien. |

## Résultats

### Dubaï
| Match      | Vainqueur  | Score   | Finaliste        |
| ---------- | ---------- | ------- | ---------------- |
| Finale Cup | Australie  | 28 - 24 | Nouvelle-Zélande |
| 3e place   | France     | 15 - 12 | Grande-Bretagne  |
| 5e place   | États-Unis | 17 - 7  | Irlande          |
| 7e place   | Japon      | 24 - 22 | Canada           |
| 9e place   | Brésil     | 24 - 17 | Chine            |
| 11e place  | Espagne    | 22 - 5  | Fidji            |

### Afrique du Sud
| Match      | Vainqueur        | Score   | Finaliste  |
| ---------- | ---------------- | ------- | ---------- |
| Finale Cup | Nouvelle-Zélande | 26 - 12 | États-Unis |
| 3e place   | France           | 17 - 14 | Australie  |
| 5e place   | Canada           | 22 - 7  | Japon      |
| 7e place   | Grande-Bretagne  | 24 - 7  | Irlande    |
| 9e place   | Chine            | 14 - 12 | Fidji      |
| 11e place  | Brésil           | 26 - 14 | Espagne    |

### Australie
| Match      | Vainqueur | Score   | Finaliste        |
| ---------- | --------- | ------- | ---------------- |
| Finale Cup | Australie | 28 - 26 | Nouvelle-Zélande |
| 3e place   | France    | 14 - 7  | Canada           |
| 5e place   | Japon     | 29 - 22 | États-Unis       |
| 7e place   | Brésil    | 21 - 19 | Chine            |
| 9e place   | Fidji     | 26 - 17 | Grande-Bretagne  |
| 11e place  | Espagne   | 24 - 12 | Irlande          |

### Canada
| Match      | Vainqueur        | Score   | Finaliste       |
| ---------- | ---------------- | ------- | --------------- |
| Finale Cup | Nouvelle-Zélande | 41 - 7  | Fidji           |
| 3e place   | Australie        | 26 - 12 | Japon           |
| 5e place   | Brésil           | 19 - 10 | Grande-Bretagne |
| 7e place   | Canada           | 27 - 10 | États-Unis      |
| 9e place   | France           | 26 - 12 | Chine           |
| 11e place  | Espagne          | 28 - 5  | Irlande         |

### Hong Kong
| Match      | Vainqueur        | Score   | Finaliste  |
| ---------- | ---------------- | ------- | ---------- |
| Finale Cup | Nouvelle-Zélande | 26 - 19 | Australie  |
| 3e place   | Canada           | 21 - 17 | France     |
| 5e place   | Fidji            | 19 - 7  | États-Unis |
| 7e place   | Japon            | 32 - 14 | Brésil     |
| 9e place   | Chine            | 12 - 7  | Espagne    |
| 11e place  | Grande-Bretagne  | 32 - 5  | Irlande    |

### Singapour
| Match      | Vainqueur        | Score   | Finaliste       |
| ---------- | ---------------- | ------- | --------------- |
| Finale Cup | Nouvelle-Zélande | 31 - 7  | Australie       |
| 3e place   | Canada           | 21 - 5  | France          |
| 5e place   | Japon            | 26 - 12 | Chine           |
| 7e place   | Fidji            | 43 - 14 | Grande-Bretagne |
| 9e place   | Espagne          | 17 - 5  | Irlande         |
| 11e place  | États-Unis       | 26 - 21 | Brésil          |

### États-Unis
| Match      | Vainqueur        | Score   | Finaliste       |
| ---------- | ---------------- | ------- | --------------- |
| Finale Cup | Nouvelle-Zélande | 31 - 7  | Australie       |
| 3e place   | Canada           | 27 - 7  | États-Unis      |
| 5e place   | Fidji            | 46 - 14 | Grande-Bretagne |
| 7e place   | Japon            | 29 - 17 | France          |